# Залізні Пагорби
Залізні пагорби (англ. Iron Hills, в деяких перекладах Залізний кряж) — у легендаріумі Дж. Р. Р. Толкіна, гірське пасмо на півночі Середзем'я та королівство ґномів з Народу Дьюрина розташоване під ним. Разом з Сірими горами (Еред Метрін) були залишками зведених у давнину Мелькором Залізних гір (Еред Енґрін), що оперізували його північні володіння — холодну й пустельну країну Дор — Даеделот. На схилах пагорбів починається річка Карнен (Рудь), що впадає в річку Келдуін (Бистриця).
Третій син короля Даіна І Ґрор, на чолі великого загону пішов на Залізні Пагорби з Еред Метрін, де через засилля великих драконів жити стало неможливо, а його брат Трор та дядько Борін разом з рештою племені повернулись у Підгірне Королівство на Еребор (Самотню гору). На Залізних Пагорбах ґноми знайшли чимало залізної руди, але золота й коштовного каміння там не було зовсім. Однак народ пагорбів мав його вдосталь, торгуючи зі своїми родичами з Одинокої гори та довколишніми поселеннями людей. Ґноми вміли кувати найкращу зброю та кольчуги.
Син Ґрора Наін II на чолі великого війська брав участь у війні з орками Морії, що спалахнула як помста за вбивство орком Азоґом Трора. Як говориться в оповіді про те, в битві у долині Азанулбізар (Темноводдя) «бій був кровопролитним і проходив зі змінним успіхом, доки не прийшла армія з Залізних пагорбів. Бійці яких вів Наін, син Ґрора, в міцних кольчугах, прибули останніми, але не були так змучені як інші й ставши одразу до бою, свіжими силами гнали орків до самого порогу Морії, розмахуючи сокирами та мечами, волаючи „Азоґ! Азоґ!..“, збиваючи з ніг і розрубуючи кожного, хто насмілився їм протистояти».
Наін викликав Азоґа на поєдинок, але в герці, спіткнувшись, упав і був убитий сокирою орка. Проте син Наіна Даін Залізний Чобіт догнав Азоґа й ударом сокири вбив його біля Воріт Морії.
Після перемоги Даін відмовився від пропозиції Фрайна II, сина Трора, увійти в Морію, оскільки там ще був балроґ, що вбив Дьюрина VI і його сина Наіна І. Після спалення полеглих на велетенських вогнищах, Даін II Залізний Чобіт повернувся на Залізні Пагорби.
Наприкінці 2941 року Третьої Епохи Даін II на чолі війська брав участь у Битві П'яти Армій, після якої став королем відродженого Підгірного королівства. Відтоді Залізні Пагорби у хроніках Середзем'я більше не згадуються, чи залишився там хтось із ґномів, невідомо.